# Férfi labdarúgótorna a 2004. évi nyári olimpiai játékokon
A 2004. évi nyári olimpiai játékokon a férfi labdarúgótornát augusztus 11. és 28. között rendezték. A tornán 16 nemzet csapata vett részt.

## Lebonyolítás
A 16 résztvevőt 4 darab 4 csapatos csoportba sorsolták. Körmérkőzések döntötték el a csoportok végeredményét. A csoportokból az első két helyezett jutott tovább az negyeddöntőbe, ahonnan egyenes kieséses rendszerben folytatódott a torna.

## Csoportkör
| Színmagyarázat                                             |
| ---------------------------------------------------------- |
| A csoportok első két helyezettje bejutott a negyeddöntőbe. |
| A csoportok harmadik és negyedik helyezettjei kiestek.     |

### A csoport
| Csapat            | M | Gy | D | V | Rg | Kg | Gk | P |
| ----------------- | - | -- | - | - | -- | -- | -- | - |
| Mali (MLI)        | 3 | 1  | 2 | 0 | 5  | 3  | +2 | 5 |
| Dél-Korea (KOR)   | 3 | 1  | 2 | 0 | 6  | 5  | +1 | 5 |
| Mexikó (MEX)      | 3 | 1  | 1 | 1 | 3  | 3  | 0  | 4 |
| Görögország (GRE) | 3 | 0  | 1 | 2 | 4  | 7  | –3 | 1 |

| 2004. augusztus 11. 20:30 |

| Görögország (GRE)                          | 2–2               | Dél-Korea (KOR)                                           |
| ------------------------------------------ | ----------------- | --------------------------------------------------------- |
| Taralídisz 78' Papadópulosz 82' (11-esből) | (0–1) Jegyzőkönyv | Kim Dongdzsin 43' Víndra 64' (öngól) Kim Cshigon 26′, 31′ |

| Kaftanzoglio Stadium, Szaloniki Nézőszám: 25 152 Játékvezető: Larrionda (uruguayi) |

| 2004. augusztus 11. 20:30 |

| Mali (MLI) | 0–0         | Mexikó (MEX) |
| ---------- | ----------- | ------------ |
|            | Jegyzőkönyv |              |

| Panthessaliko Stadium, Vólosz Nézőszám: 10 104 Játékvezető: Salleh (malajziai) |

| 2004. augusztus 14. 20:30 |

| Dél-Korea (KOR) | 1–0               | Mexikó (MEX) |
| --------------- | ----------------- | ------------ |
| Kim Dzsongu 16' | (1–0) Jegyzőkönyv |              |

| Karaiskaki Stadium, Pireusz Nézőszám: 14 026 Játékvezető: Larsen (dán) |

| 2004. augusztus 14. 20:30 |

| Görögország (GRE) | 0–2               | Mali (MLI)            |
| ----------------- | ----------------- | --------------------- |
|                   | (0–2) Jegyzőkönyv | Berthe 2' N'Diaye 45' |

| Kaftanzoglio Stadium, Szaloniki Nézőszám: 17 123 Játékvezető: Torres (paraguayi) |

| 2004. augusztus 17. 20:30 |

| Dél-Korea (KOR)                            | 3–3               | Mali (MLI)         |
| ------------------------------------------ | ----------------- | ------------------ |
| Cso Dzsedzsin 57' 59' Tamboura 64' (öngól) | (0–2) Jegyzőkönyv | N’Diaye 7' 24' 55' |

| Kaftanzoglio Stadium, Szaloniki Nézőszám: 3320 Játékvezető: Eric Poulat (francia) |

| 2004. augusztus 17. 20:30 |

| Görögország (GRE)                           | 2–3               | Mexikó (MEX)                   |
| ------------------------------------------- | ----------------- | ------------------------------ |
| Taralídisz 82' (11-esből) Sztoltídisz 90+3' | (0–0) Jegyzőkönyv | Márquez Lugo 47' Bravo 70' 86' |

| Panthessaliko Stadium, Vólosz Nézőszám: 21 597 Játékvezető: Eheve (kameruni) |

### B csoport
| Csapat            | M | Gy | D | V | Rg | Kg | Gk | P |
| ----------------- | - | -- | - | - | -- | -- | -- | - |
| Paraguay (PAR)    | 3 | 2  | 0 | 1 | 6  | 5  | +1 | 6 |
| Olaszország (ITA) | 3 | 1  | 1 | 1 | 5  | 5  | 0  | 4 |
| Ghána (GHA)       | 3 | 1  | 1 | 1 | 4  | 4  | 0  | 4 |
| Japán (JPN)       | 3 | 1  | 0 | 2 | 6  | 7  | –1 | 3 |

| 2004. augusztus 12. 20:30 |

| Paraguay (PAR)                        | 4–3               | Japán (JPN)                                 |
| ------------------------------------- | ----------------- | ------------------------------------------- |
| Giménez 5' Cardozo 26' 37' Torres 62' | (3–1) Jegyzőkönyv | Ono 22' (11-esből) 53' (11-esből) Ókubo 81' |

| Kaftanzoglio Stadium, Szaloniki Nézőszám: 5 381 Játékvezető: Abd el-Fattáh (egyiptomi) |

| 2004. augusztus 12. 20:30 |

| Ghána (GHA)             | 2–2               | Olaszország (ITA)       |
| ----------------------- | ----------------- | ----------------------- |
| Pappoe 36' Appiah 45+1' | (2–0) Jegyzőkönyv | Pinzi 49' Gilardino 83' |

| Panthessaliko Stadium, Vólosz Nézőszám: 7 012 Játékvezető: Elizondo (argentin) |

| 2004. augusztus 15. 20:30 |

| Paraguay (PAR) | 1–2               | Ghána (GHA)          |
| -------------- | ----------------- | -------------------- |
| Gamarra 76'    | (0–0) Jegyzőkönyv | Tiero 81' Appiah 84' |

| Kaftanzoglio Stadium, Szaloniki Nézőszám: 1119 Játékvezető: Archundia (mexikói) |

| 2004. augusztus 15. 20:30 |

| Japán (JPN)            | 2–3               | Olaszország (ITA)            |
| ---------------------- | ----------------- | ---------------------------- |
| Abe 21' Takamacu 90+1' | (1–3) Jegyzőkönyv | De Rossi 3' Gilardino 8' 36' |

| Panthessaliko Stadium, Vólosz Nézőszám: 9487 Játékvezető: Larrionda (uruguayi) |

| 2004. augusztus 18. 20:30 |

| Paraguay (PAR) | 1–0               | Olaszország (ITA) |
| -------------- | ----------------- | ----------------- |
| Bareiro 14'    | (1–0) Jegyzőkönyv |                   |

| Karaiskaki Stadium, Pireusz Nézőszám: 24 160 Játékvezető: Larsen (dán) |

| 2004. augusztus 18. 20:30 |

| Japán (JPN) | 1–0               | Ghána (GHA) |
| ----------- | ----------------- | ----------- |
| Ókubo 37'   | (1–0) Jegyzőkönyv |             |

| Panthessaliko Stadium, Vólosz Nézőszám: 6 813 Játékvezető: Vasszárasz (görög) |

### C csoport
| Csapat                      | M | Gy | D | V | Rg | Kg | Gk  | P |
| --------------------------- | - | -- | - | - | -- | -- | --- | - |
| Argentína (ARG)             | 3 | 3  | 0 | 0 | 9  | 0  | +9  | 9 |
| Ausztrália (AUS)            | 3 | 1  | 1 | 1 | 6  | 3  | +3  | 4 |
| Tunézia (TUN)               | 3 | 1  | 1 | 1 | 4  | 5  | –1  | 4 |
| Szerbia és Montenegró (SCG) | 3 | 0  | 0 | 3 | 3  | 14 | –11 | 0 |

| 2004. augusztus 11. 20:30 |

| Tunézia (TUN) | 1–1               | Ausztrália (AUS) |
| ------------- | ----------------- | ---------------- |
| Zítúni 69'    | (0–1) Jegyzőkönyv | Aloisi 45'       |

| Pankritio Stadium, Iráklio Nézőszám: 15 757 Játékvezető: Vasszárasz (görög) |

| 2004. augusztus 11. 20:30 |

| Argentína (ARG)                                                  | 6–0               | Szerbia és Montenegró (SCG) |
| ---------------------------------------------------------------- | ----------------- | --------------------------- |
| Delgado 11' K. González 17' Tévez 42' 43' Heinze 74' Rosales 77' | (4–0) Jegyzőkönyv |                             |

| Pampeloponnisiako Stadium, Pátra Nézőszám: 14 675 Játékvezető: Batres (guatemalai) |

| 2004. augusztus 14. 20:30 |

| Szerbia és Montenegró (SCG) | 1–5               | Ausztrália (AUS)                           |
| --------------------------- | ----------------- | ------------------------------------------ |
| Radonjić 72'                | (0–2) Jegyzőkönyv | Cahill 11' Aloisi 45+1' 57' Elrich 60' 86' |

| Pankritio Stadium, Iráklio Nézőszám: 8857 Játékvezető: Salleh (malajziai) |

| 2004. augusztus 14. 20:30 |

| Argentína (ARG)       | 2–0               | Tunézia (TUN) |
| --------------------- | ----------------- | ------------- |
| Tévez 39' Saviola 72' | (1–0) Jegyzőkönyv |               |

| Pampeloponnisiako Stadium, Pátra Nézőszám: 5 512 Játékvezető: Poulat (francia) |

| 2004. augusztus 17. 20:30 |

| Argentína (ARG) | 1–0               | Ausztrália (AUS) |
| --------------- | ----------------- | ---------------- |
| D'Alessandro 9' | (1–0) Jegyzőkönyv |                  |

| Karaiskaki Stadium, Pireusz Nézőszám: 26 338 Játékvezető: Abd el-Fattáh (egyiptomi) |

| 2004. augusztus 17. 20:30 |

| Szerbia és Montenegró (SCG) | 2–3               | Tunézia (TUN)                                 |
| --------------------------- | ----------------- | --------------------------------------------- |
| Krasić 70' Vukčević 87'     | (0–1) Jegyzőkönyv | Clayton 41' Zsedídi 83' (11-esből) Zítúni 89' |

| Pampeloponnisiako Stadium, Pátra Nézőszám: 5512 Játékvezető: Ariiotima (tunéziai) |

### D csoport
| Csapat           | M | Gy | D | V | Rg | Kg | Gk | P |
| ---------------- | - | -- | - | - | -- | -- | -- | - |
| Irak (IRQ)       | 3 | 2  | 0 | 1 | 7  | 4  | +3 | 6 |
| Costa Rica (CRC) | 3 | 1  | 1 | 1 | 4  | 4  | 0  | 4 |
| Marokkó (MAR)    | 3 | 1  | 1 | 1 | 3  | 3  | 0  | 4 |
| Portugália (POR) | 3 | 1  | 0 | 2 | 6  | 9  | –3 | 3 |

| 2004. augusztus 12. 20:30 |

| Costa Rica (CRC) | 0–0         | Marokkó (MAR) |
| ---------------- | ----------- | ------------- |
|                  | Jegyzőkönyv | el-Alívi 59′  |

| Pankritio Stadium, Iráklio Nézőszám: 3212 Játékvezető: de Santis (olasz) |

| 2004. augusztus 12. 20:30 |

| Irak (IRQ)                                                 | 4–2               | Portugália (POR)                         |
| ---------------------------------------------------------- | ----------------- | ---------------------------------------- |
| E. Mohammed 16' H. Mohammed 29' J. Mahmúd 56' Szadír 90+3' | (2–2) Jegyzőkönyv | Abd el-Dzsabbár 13' (öngól) Bosingwa 45' |

| Pampeloponnisiako Stadium, Pátra Nézőszám: 5689 Játékvezető: Evehe (kameruni) |

| 2004. augusztus 15. 20:30 |

| Costa Rica (CRC) | 0–2               | Irak (IRQ)                |
| ---------------- | ----------------- | ------------------------- |
|                  | (0–0) Jegyzőkönyv | H. Mohammed 67' Karím 72' |

| Karaiskaki Stadium, Pireusz Nézőszám: 12 150 Játékvezető: Ariiotima (tahiti) |

| 2004. augusztus 15. 20:30 |

| Marokkó (MAR) | 1–2               | Portugália (POR)            |
| ------------- | ----------------- | --------------------------- |
| Búden 85'     | (0–1) Jegyzőkönyv | C. Ronaldo 40' R. Costa 73' |

| Pankritio Stadium, Iráklio Nézőszám: 7581 Játékvezető: Batres (guatemalai) |

| 2004. augusztus 18. 20:30 |

| Marokkó (MAR)                  | 2–1               | Irak (IRQ) |
| ------------------------------ | ----------------- | ---------- |
| Búden 69' (11-esből) Akkál 77' | (0–0) Jegyzőkönyv | Szadír 63' |

| Pampeloponnisiako Stadium, Pátra Nézőszám: 4019 Játékvezető: Elizondo (Argentin) |

| 2004. augusztus 18. 20:30 |

| Costa Rica (CRC)                                          | 4–2               | Portugália (POR)        |
| --------------------------------------------------------- | ----------------- | ----------------------- |
| Villalobos 50' Meira 68' (öngól) Saborío 71' Brenes 90+1' | (0–1) Jegyzőkönyv | Almeida 29' Ribeiro 54' |

| Pankritio Stadium, Iráklio Nézőszám: 11 218 Játékvezető: Torres (paraguayi) |

## Egyenes kieséses szakasz

### Negyeddöntők
| 2004. augusztus 21. 18:00 |

| Mali (MLI) | 0–1 (h. u.)                 | Olaszország (ITA) |
| ---------- | --------------------------- | ----------------- |
|            | (0–0, 0–0, 0–0) Jegyzőkönyv | Bovo 116'         |

| Karaiskaki Stadium, Pireusz Nézőszám: 27 543 Játékvezető: Torres (paraguayi) |

| 2004. augusztus 21. 18:00 |

| Irak (IRQ)      | 1–0               | Ausztrália (AUS) |
| --------------- | ----------------- | ---------------- |
| E. Mohammed 64' | (0–0) Jegyzőkönyv |                  |

| Pankritio Stadium, Iráklio Nézőszám: 10 023 Játékvezető: Batres (guatemalai) |

| 2004. augusztus 21. 21:00 |

| Argentína (ARG)               | 4–0               | Costa Rica (CRC) |
| ----------------------------- | ----------------- | ---------------- |
| Delgado 24' Tévez 43' 82' 83' | (2–0) Jegyzőkönyv |                  |

| Pampeloponnisiako Stadium, Pátra Nézőszám: 9 929 Játékvezető: Vasszárasz (görög) |

| 2004. augusztus 21. 21:00 |

| Paraguay (PAR)              | 3–2               | Dél-Korea (KOR)               |
| --------------------------- | ----------------- | ----------------------------- |
| Bareiro 19' 71' Cardozo 61' | (1–0) Jegyzőkönyv | I Cshonszu 74' 79' (11-esből) |

| Kaftanzoglio Stadium, Szaloniki Nézőszám: 4080 Játékvezető: Massimo de Santis (olasz) |

### Elődöntők
| 2004. augusztus 24. 18:00 |

| Olaszország (ITA) | 0–3               | Argentína (ARG)                           |
| ----------------- | ----------------- | ----------------------------------------- |
|                   | (0–1) Jegyzőkönyv | Tévez 16' L. González 69' M. González 84' |

| Karaiskaki Stadium, Pireusz Nézőszám: 30 910 Játékvezető: Archundia (mexikói) |

| 2004. augusztus 24. 21:00 |

| Irak (IRQ) | 1–3               | Paraguay (PAR)              |
| ---------- | ----------------- | --------------------------- |
| Farhán 83' | (0–2) Jegyzőkönyv | Cardozo 17' 34' Bareiro 68' |

| Kaftanzoglio Stadium, Szaloniki Nézőszám: 6 213 Játékvezető: Poulat (francia) |

### Bronzmérkőzés
| 2004. augusztus 27. 20:30 |

| Olaszország (ITA) | 1–0               | Irak (IRQ) |
| ----------------- | ----------------- | ---------- |
| Gilardino 8'      | (1–0) Jegyzőkönyv |            |

| Kaftanzoglio Stadium, Szaloniki Nézőszám: 5203 Játékvezető: Larrionda (uruguayi) |

### Döntő
| 2004. augusztus 28. 10:00 |

| Argentína (ARG) | 1–0               | Paraguay (PAR) |
| --------------- | ----------------- | -------------- |
| Tévez 16'       | (1–0) Jegyzőkönyv |                |

| Olimpiai Stadion, Athén Nézőszám: 41 116 Játékvezető: Vasszárasz (görög) |

| A 2004. évi nyári olimpiai játékok férfi labdarúgótornájának olimpiai bajnoka |
| · ARGENTÍNA · 1. cím                                                          |
| ----------------------------------------------------------------------------- |

## Góllövőlista
8 gólos
- Carlos Tévez

5 gólos
- Jose Cardozo

4 gólos
- Fredy Barreiro
- Alberto Gilardino
- Tenema Ndiaye

## Végeredmény
Az első négy helyezett utáni sorrend nem tekinthető hivatalosnak, mivel ezekért a helyekért nem játszottak mérkőzéseket. Ezért e helyezések meghatározása a következők szerint történt:
1. több szerzett pont
2. jobb gólkülönbség
3. több szerzett gól
4. nemzetnév

A hazai csapat eltérő háttérszínnel kiemelve.
| Helyezés | Csapat                      | M | Gy | D | V | G+ | G– | Gk  | P  |
| -------- | --------------------------- | - | -- | - | - | -- | -- | --- | -- |
| Arany    | Argentína (ARG)             | 6 | 6  | 0 | 0 | 17 | 0  | +17 | 18 |
| Ezüst    | Paraguay (PAR)              | 6 | 4  | 0 | 2 | 12 | 9  | +3  | 12 |
| Bronz    | Olaszország (ITA)           | 6 | 3  | 1 | 2 | 7  | 8  | –1  | 10 |
| 4.       | Irak (IRQ)                  | 6 | 3  | 0 | 3 | 9  | 8  | +1  | 9  |
|          |                             |   |    |   |   |    |    |     |    |
| 5.       | Mali (MLI)                  | 4 | 1  | 2 | 1 | 5  | 4  | +1  | 5  |
| 6.       | Dél-Korea (KOR)             | 4 | 1  | 2 | 1 | 8  | 8  | 0   | 5  |
| 7.       | Ausztrália (AUS)            | 4 | 1  | 1 | 2 | 6  | 4  | +2  | 4  |
| 8.       | Costa Rica (CRC)            | 4 | 1  | 1 | 2 | 4  | 8  | –4  | 4  |
|          |                             |   |    |   |   |    |    |     |    |
| 9.       | Ghána (GHA)                 | 3 | 1  | 1 | 1 | 4  | 4  | 0   | 4  |
| 10.      | Marokkó (MAR)               | 3 | 1  | 1 | 1 | 3  | 3  | 0   | 4  |
|          | Mexikó (MEX)                | 3 | 1  | 1 | 1 | 3  | 3  | 0   | 4  |
| 12.      | Tunézia (TUN)               | 3 | 1  | 1 | 1 | 4  | 5  | –1  | 4  |
| 13.      | Japán (JPN)                 | 3 | 1  | 0 | 2 | 6  | 7  | –1  | 3  |
| 14.      | Portugália (POR)            | 3 | 1  | 0 | 2 | 6  | 9  | –3  | 3  |
| 15.      | Görögország (GRE)           | 3 | 0  | 1 | 2 | 4  | 7  | –3  | 1  |
| 16.      | Szerbia és Montenegró (SCG) | 3 | 0  | 0 | 3 | 3  | 14 | –11 | 0  |